# Copa de Naciones del Golfo de 1996
La Copa de Naciones del Golfo de 1996, oficialmente 13ra Copa del Golfo Arábigo (en inglés: 13th Arabian Gulf Cup; y en árabe: كأس الخليج العربي 13‎), fue la decimotercera edición de la Copa de Naciones del Golfo, torneo de fútbol a nivel de selecciones nacionales organizado por la Unión de Asociaciones de fútbol árabes (UAFA). Se llevó a cabo en Omán, del 15 al 28 de octubre de 1996, y contó con la participación de 6 seleccionados nacionales masculinos.
El seleccionado campeón fue el de Kuwait, que logró así su octavo título en el certamen, al superar en la última jornada a Catar —por entonces líder— con un resultado de 2-1.
Esta edición fue la primera en la que se computaron tres puntos por partido ganado.

## Sede
El torneo se disputó en su totalidad en el Complejo Deportivo del Sultan Qaboos, en la ciudad de Mascate, capital de Omán.
| Mascate                              |
| ------------------------------------ |
| Gobernación de Mascate (UTC+04:00)   |
| Complejo Deportivo del Sultan Qaboos |
| Capacidad: 34 000                    |
|                                      |

## Formato
Las 6 selecciones participantes se enfrentaron bajo el sistema de todos contra todos, a una sola rueda, de manera tal que cada una de ellas disputó cinco partidos. Los puntos se computaron a razón de 3 —tres— por partido ganado, 1 —uno— en caso de empate y 0 —cero— por cada derrota.

## Equipos participantes
| Equipos participantes | Equipos participantes  | Equipos participantes |
| --------------------- | ---------------------- | --------------------- |
| Arabia Saudita        | Catar                  | Kuwait                |
| Baréin                | Emiratos Árabes Unidos | Omán                  |

## Resultados y posiciones
| Selección              | Pts | PJ | PG | PE | PP | GF | GC | Dif |
| ---------------------- | --- | -- | -- | -- | -- | -- | -- | --- |
| Kuwait                 | 12  | 5  | 4  | 0  | 1  | 7  | 4  | 3   |
| Catar                  | 10  | 5  | 3  | 1  | 1  | 9  | 5  | 4   |
| Arabia Saudita         | 8   | 5  | 2  | 2  | 1  | 8  | 6  | 2   |
| Emiratos Árabes Unidos | 6   | 5  | 1  | 3  | 1  | 5  | 5  | 0   |
| Baréin                 | 2   | 5  | 0  | 2  | 3  | 4  | 8  | –4  |
| Omán                   | 2   | 5  | 0  | 2  | 3  | 2  | 7  | –5  |

| 15 de octubre de 1996 | Arabia Saudita  | 1:0 (0:0) | Catar | Complejo Deportivo, Mascate |  |
|                       | Al-Mehallel 75' | Reporte   |       |                             |  |

| 16 de octubre de 1996 | Kuwait         | 1:0 (1:0) | Baréin | Complejo Deportivo, Mascate    |                                |
|                       | Al-Khodari 39' | Reporte   |        | Árbitro(s): Mohammed Al-Sharif | Árbitro(s): Mohammed Al-Sharif |

| 16 de octubre de 1996 | Catar       | 1:0 (1:0) | Emiratos Árabes Unidos | Complejo Deportivo, Mascate     |                                 |
|                       | Mubarak 12' | Reporte   |                        | Árbitro(s): Sidi Békaye Magassa | Árbitro(s): Sidi Békaye Magassa |

| 18 de octubre de 1996 | Emiratos Árabes Unidos | 1:1 (1:0) | Baréin    | Complejo Deportivo, Mascate  |                              |
|                       | Bakheet 6'             | Reporte   | Saleh 48' | Árbitro(s): Abdullah Baaboud | Árbitro(s): Abdullah Baaboud |

| 18 de octubre de 1996 | Kuwait              | 2:1 (0:1) | Omán      | Complejo Deportivo, Mascate |                           |
|                       | Al-Khodari 55', 80' | Reporte   | Shaban 7' | Árbitro(s): Yusuf Mohamed   | Árbitro(s): Yusuf Mohamed |

| 19 de octubre de 1996 | Catar                    | 2:2 (2:0) | Arabia Saudita            | Complejo Deportivo, Mascate |                             |
|                       | Mubarak 22' · Hassan 41' | Reporte   | Madani 46' · Al Jaber 66' | Árbitro(s): Masayoshi Okada | Árbitro(s): Masayoshi Okada |

| 21 de octubre de 1996 | Omán | 0:3 (0:2) | Catar                        | Complejo Deportivo, Mascate      |                                  |
|                       |      | Reporte   | Soufi 4' · Al-Enazi 20', 88' | Árbitro(s): Saad Kamil Al-Fadhli | Árbitro(s): Saad Kamil Al-Fadhli |

| 21 de octubre de 1996 | Arabia Saudita                                     | 3:1 (2:1) | Baréin       | Complejo Deportivo, Mascate     |                                 |
|                       | Al-Thunayan 5' · Al-Muwallid 20' · Al-Mehallel 56' | Reporte   | Darweash 14' | Árbitro(s): Sidi Békaye Magassa | Árbitro(s): Sidi Békaye Magassa |

| 22 de octubre de 1996 | Kuwait     | 1:2 (1:0) | Emiratos Árabes Unidos       | Complejo Deportivo, Mascate |                           |
|                       | Wabran 25' | Reporte   | Bakheet 88' · Al-Talyani 89' | Árbitro(s): Yusuf Mohamed   | Árbitro(s): Yusuf Mohamed |

| 24 de octubre de 1996 | Kuwait      | 1:0 (1:0) | Arabia Saudita | Complejo Deportivo, Mascate |                            |
|                       | Al-Saleh 3' | Reporte   |                | Árbitro(s): Saeed Abdullah  | Árbitro(s): Saeed Abdullah |

| 24 de octubre de 1996 | Emiratos Árabes Unidos | 0:0     | Omán | Complejo Deportivo, Mascate |  |
|                       |                        | Reporte |      |                             |  |

| 25 de octubre de 1996 | Baréin  | 1:2 (0:2) | Catar                    | Complejo Deportivo, Mascate     |                                 |
|                       | Eid 88' | Reporte   | Soufi 32' · Al-Enazi 41' | Árbitro(s): Sidi Békaye Magassa | Árbitro(s): Sidi Békaye Magassa |

| 27 de octubre de 1996 | Emiratos Árabes Unidos | 2:2 (2:0) | Arabia Saudita            | Complejo Deportivo, Mascate      |                                  |
|                       | Hussain 38' · Ali 42'  | Reporte   | Al Temawi 82' (pen.), 85' | Árbitro(s): Saad Kamil Al-Fadhli | Árbitro(s): Saad Kamil Al-Fadhli |

| 28 de octubre de 1996 | Kuwait                      | 2:1 (0:0) | Catar        | Complejo Deportivo, Mascate |                            |
|                       | Abdullah 66' · Al-Saleh 78' | Reporte   | Al-Enazi 88' | Árbitro(s): Saeed Abdullah  | Árbitro(s): Saeed Abdullah |

| 28 de octubre de 1996 | Baréin    | 1:1 (0:0) | Omán          | Complejo Deportivo, Mascate |  |
|                       | Saleh 59' | Reporte   | Al-Habshi 65' |                             |  |

|                   |
| Bandera de Kuwait |
| Campeón           |
| Kuwait            |
| 8.º título        |

## Estadísticas

### Goleadores
| Jugador                  | Selección              | Goles |
| ------------------------ | ---------------------- | ----- |
| Mohammed Salem Al-Enazi  | Catar                  | 4     |
| Hussain Al-Khodari       | Kuwait                 | 3     |
| Fahad Al-Mehallel        | Arabia Saudita         | 2     |
| Hamad Al-Saleh           | Kuwait                 | 2     |
| Khalid Al Temawi         | Arabia Saudita         | 2     |
| Saad Bakheet Mubarak     | Emiratos Árabes Unidos | 2     |
| Ahmed Mubarak Al Shafi   | Catar                  | 2     |
| Mohammed Saleh Al-Dakhil | Baréin                 | 2     |
| Mahmoud Soufi            | Catar                  | 2     |

### Mejor jugador
| Jugador         | Selección |
| --------------- | --------- |
| Abdullah Wabran | Kuwait    |

### Mejor guardameta
| Jugador      | Selección |
| ------------ | --------- |
| Younes Ahmed | Catar     |